# Alerte cyclonique

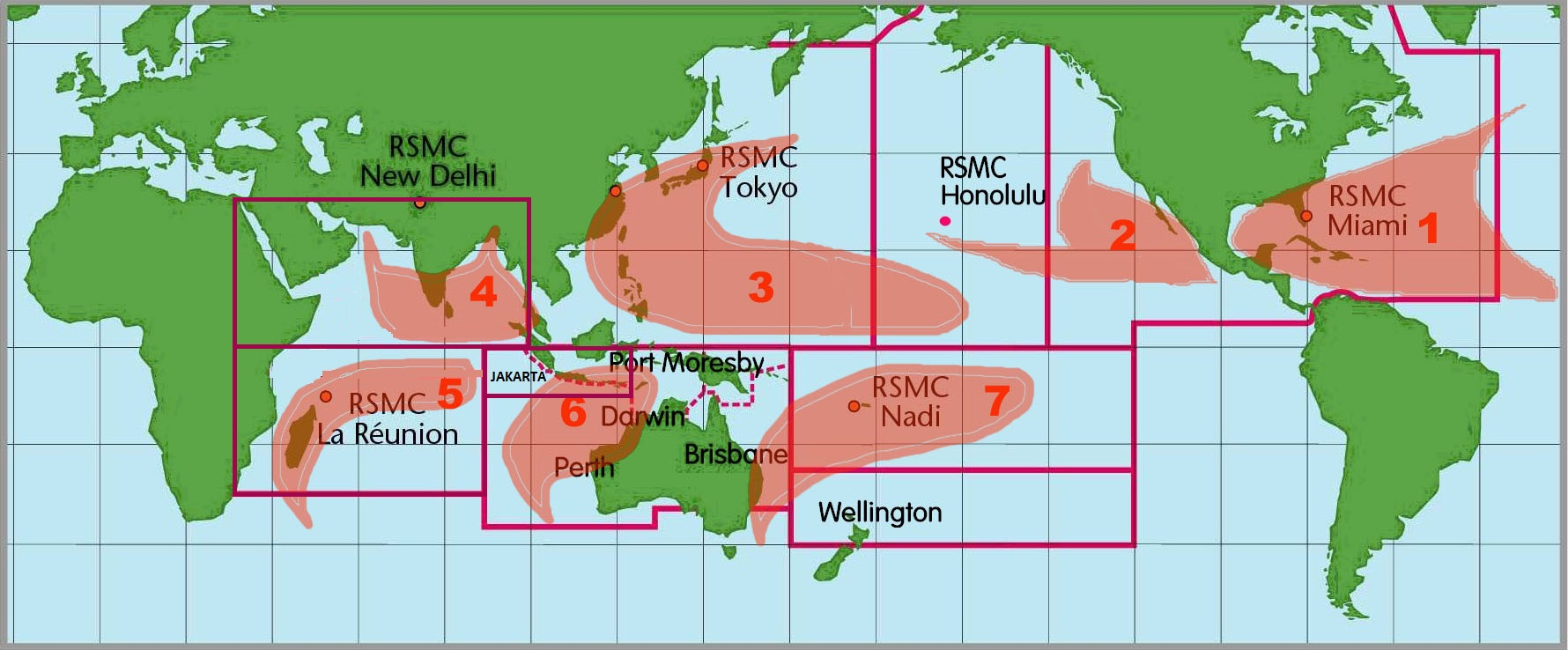
Les différents bassins et les centres responsables

Une alerte cyclonique est un dispositif de sécurité civile visant à protéger les personnes et les biens menacés par un cyclone tropical en les prévenant de l'imminence de l'irruption des phénomènes les plus violents puis en les informant sur la réalité de leur passage au-dessus des zones concernées. Ces bulletins permettent aux autorités civiles de prendre les mesures nécessaires dont l'évacuation des zones côtières, l'ouverture d'abris, la mise en alerte des services médicaux, etc. Chaque pays pouvant être affecté par de tels systèmes a développé son propre code pour les alertes cycloniques. Par exemple, dans les départements outre-mer de France, le niveau d'alerte est relié à un code de couleurs (orange, rouge et violet) alors qu'en Amérique du Nord on a des veilles et des alertes météorologiques.

## Zones des ouragans

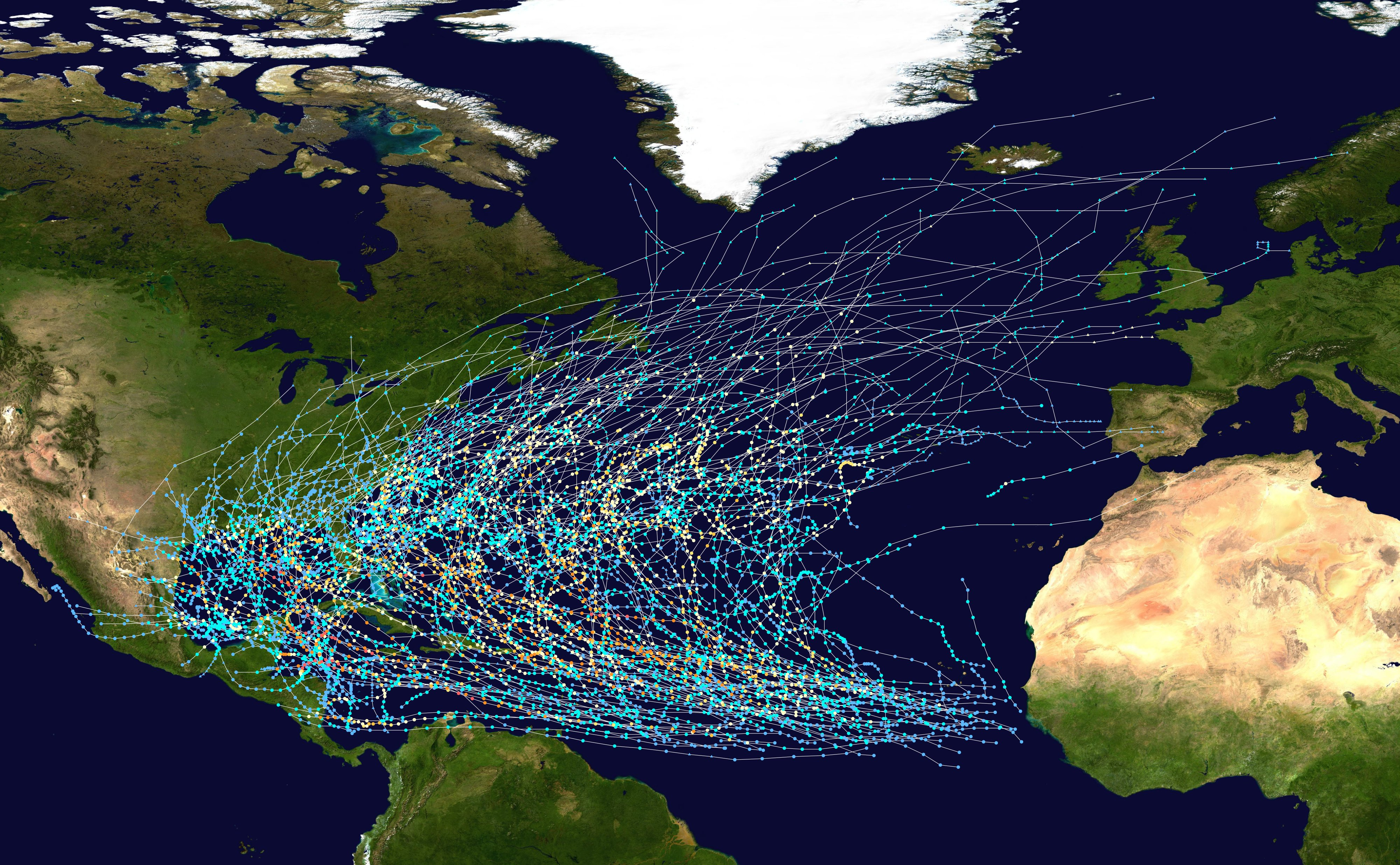
Trajectoire des ouragans de l'Atlantique (1980-2005)

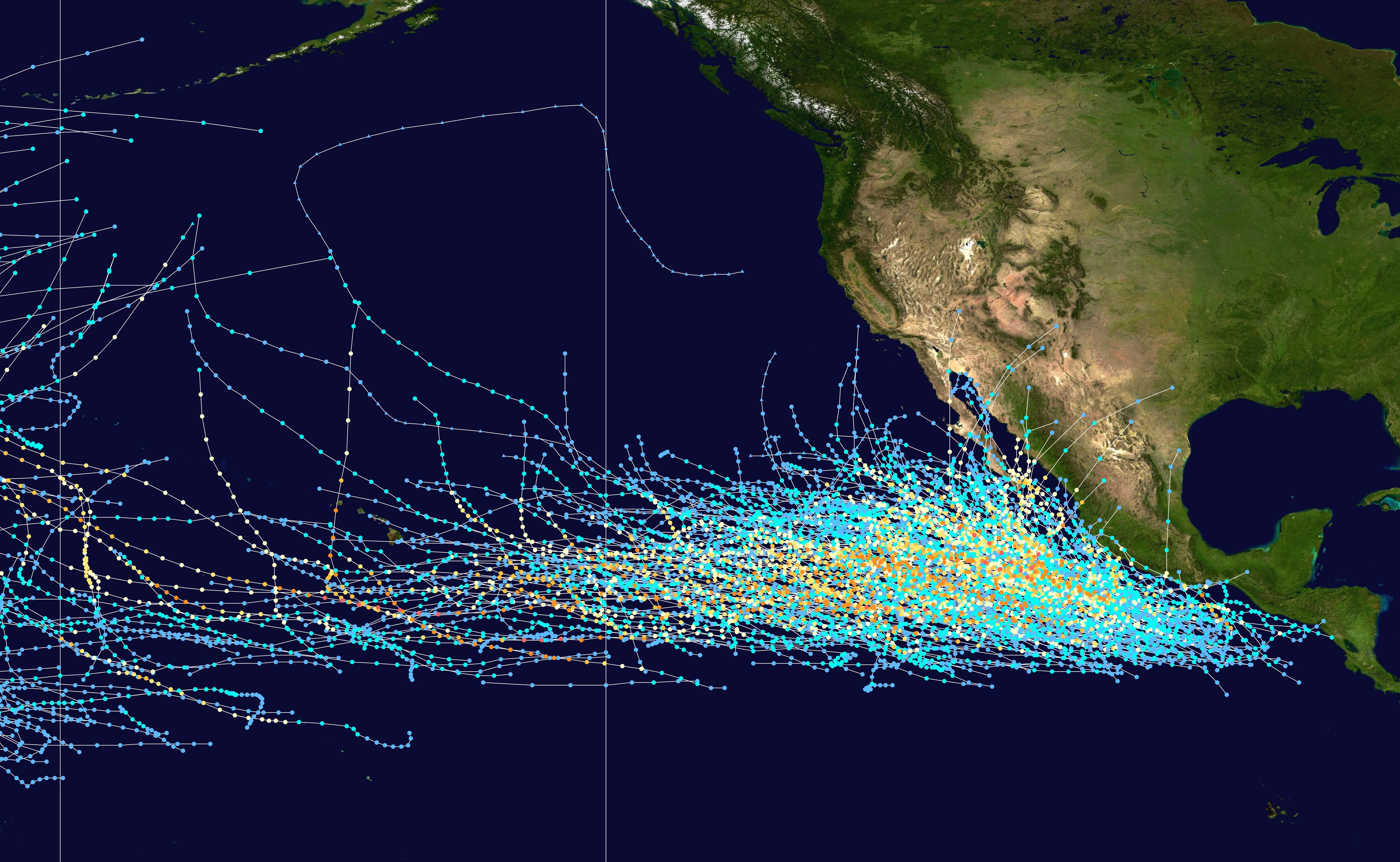
Trajectoire des ouragans du Pacifique (1980-2005)

Dans les bassins de l'Atlantique nord et du Pacifique Nord-ouest, le National Hurricane Center américain est chargé de suivre et de prévoir le déplacement des ouragans. Dans le Pacifique central nord, c'est le Central Pacific Hurricane Center qui prend le relais. Ces deux centres font partie des sept Centres météorologiques régionaux spécialisés de l'Organisation météorologique mondiale (OMM) qui doivent s'occuper de la coordination des alertes cycloniques avec les autres pays du bassin. La terminologie utilisée par la plupart des pays des Antilles et de l'Amérique centrale ainsi que par le Canada sont fortement influencés par celles utilisées par ces deux centres des États-Unis.

### Messages côtiers

#### Tempête tropicale
Avant la saison des ouragans de 1987, en cas de tempête tropicale, on utilisait des messages de type maritime, soit des veilles et alertes de vents de tempête. Depuis ce temps, des veilles de tempête tropicale sont émises lorsqu'un tel système, ayant des vents de 63 à 117 km/h, s'approchera des côtes au cours des 36 prochaines heures. Les étendards carré-rouge sont alors hissés dans les ports et sur la côte.
Une alerte de tempête tropicale est émise les météorologues prévoit que le système frappera dans moins de 24 heures. Les pavillons à deux carrés rouges sont alors hissés.

#### Ouragan
Lorsque la tempête tropicale atteint le niveau d'ouragan, plus de 117 km/h. Ce sont des veilles et alertes d'ouragans qui sont émis avec les mêmes préavis. Les pavillons utilisés sont cette fois carré rouge avec un carré noir au centre. Les alertes d'ouragan vont demeurer en vigueur tant que les effets de l'onde de tempête et des fortes vagues associés avec le cyclone ne se sont pas dissipés.
On peut avoir en vigueur des bulletins pour tempête tropicale et pour ouragan en même temps. En effet, les vents de force d'ouragan s'étendent jusqu'à une certaine distance du centre de l'ouragan ce qui nécessite une alerte pour le secteur de la côte où que ces vents affecteront. Au-delà de cette zone, les vents diminuent à vents de tempête et c'est une alerte de ce type qui sera envoyé pour ces secteurs.

#### Cyclone tropical potentiel
Pour améliorer les préavis d'alerte pour les systèmes tropicaux, le National Hurricane Center a commencé à émettre des avis et avertissements de « cyclones tropicaux potentiels » au cours de la saison 2017 dans l'océan Atlantique nord et dans le nord-est du pacifique, pour des perturbations tropicales qui n'ont pas encore atteint au moins le stade de dépression tropicale mais qui ont une probabilité élevée de le devenir et qui peuvent donner des effets similaires à ceux de tempêtes tropicales ou d'ouragans aux terres dans les 48 heures suivantes,. En 2025, la possibilité d'émission a été augmentée jusqu'à 72 heures d'avance.

### Messages aux populations
Chaque pays des bassins atlantiques et pacifiques émet ses propres bulletins d'alertes météorologiques :
- Aux États-Unis, des bulletins spéciaux de veille et d'alerte aux tempêtes tropicales et ouragans sont émis et diffusés. Ces derniers parlent non seulement des vents mais également des quantités de pluie prévues, de la menace d'inondations et de la hauteur de l'onde de tempête. De plus, des bulletins sont émis spécifiquement pour les zones où des tornades sont prévues[1] ;
- Au Canada, on utilise le même système de veilles et d'alertes que dans le cas des dépressions extratropicales en plus de messages séparés pour l'onde de tempête[5]. Cependant, lors du passage de l'ouragan Juan en 2003 dans les provinces maritimes, même si des messages d'avertissements ont été envoyés, la population n'a pas été suffisamment sensibilisée au danger. Il a été décidé depuis la saison cyclonique 2004, d'émettre en plus des veilles/alertes de tempête tropicale et d'ouragan pour les régions côtières[5] ;
- À Cuba, les bulletins météorologiques sont émis par provinces et non zones menacées. De plus, les veilles et alertes sont émises sans distinction pour les zones maritimes et intérieures.
- À la Martinique et la Guadeloupe, les autorités françaises utilisent des niveaux de vigilance ainsi[6] :

1. Vert : pas de vigilance particulière ;
2. Jaune : soyez attentif, la pratique des activités sensibles au risque météorologique ou à proximité d’un rivage ou d'un cours d’eau, des phénomènes habituels dans la région peut être occasionnellement et localement dangereux dans les 48 à 72 heures ;
3. Orange : préparez-vous, des phénomènes dangereux sont prévus dans les 48 heures ;
4. Rouge : protégez-vous, des phénomènes dangereux d’intensité exceptionnelle sont prévus dans 6 à 18 heures ;
5. Violet : confinez-vous, des impacts majeurs associés à l'ouragan sont prévus dans 3 à 6 heures ;
6. Gris : phase de sauvegarde, le phénomène s'éloignant mais des dangers persistent.

## Zone des typhons

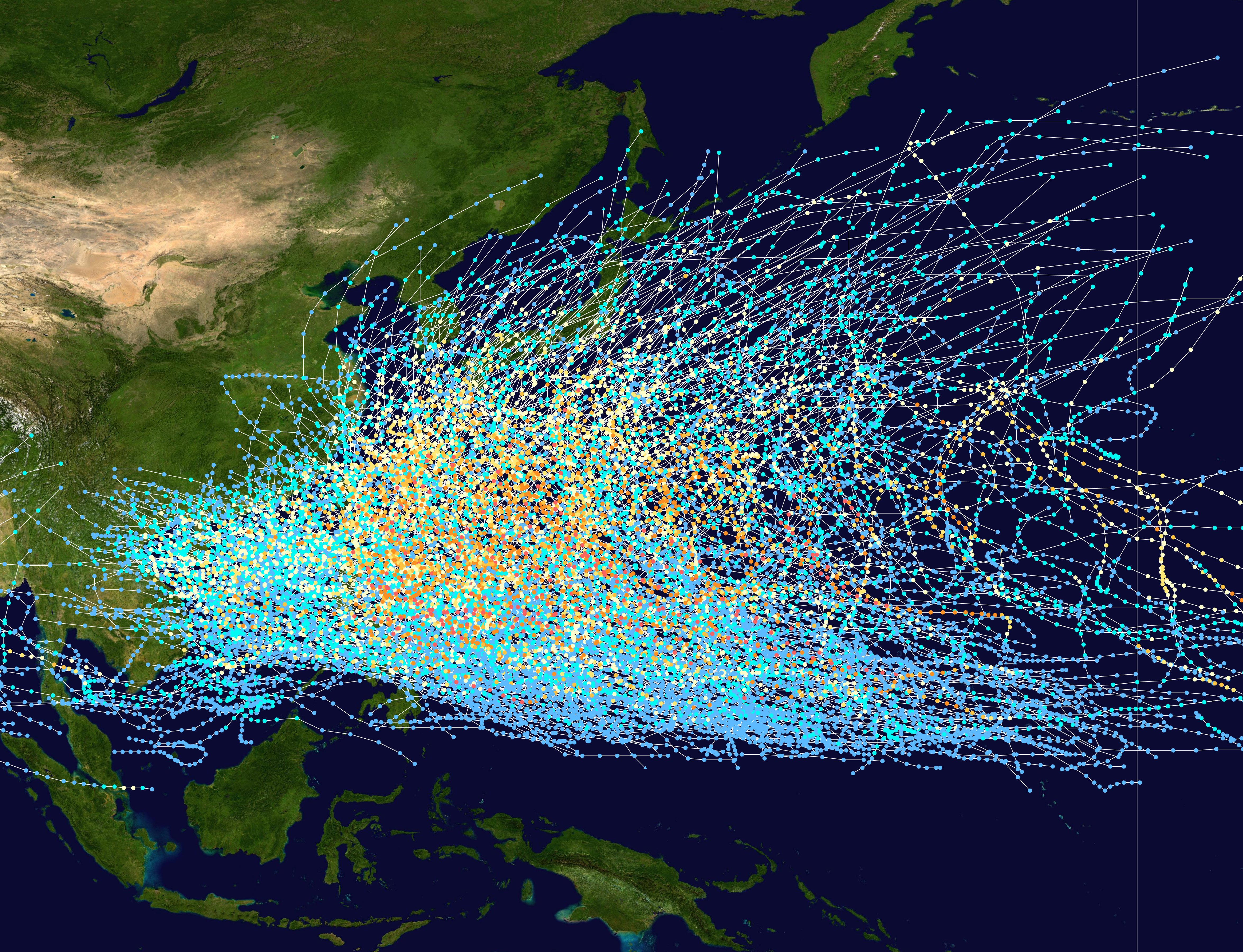
Trajectoire des typhons du Pacifique nord-ouest (1980-2005)

Dans l’océan Pacifique nord-est, c’est l'agence météorologique du Japon qui est chargée par l’OMM de suivre les typhons. Le service philippin s’occupe de la sous-région qui l’entoure. Cependant tous les pays riverains émettent leurs propres bulletins aux populations.
- Le Hong Kong Observatory et le service météorologique de Macao émettent des bulletins donnant la menace cyclonique selon une échelle de 1 à 10 en changeant aux seuils no  1, 3, 8, 9 et 10[7] ;
- En République populaire de Chine, l’agence météorologique chinoise utilise un système à deux niveaux pour les zones côtières : avertissement pour les zones où les fortes pluies et des vents de force 8 de l’échelle de Beaufort sont prévus dans 48 heures et alerte urgente lorsque le tout est prévu dans moins de 24 heures. La fin de l’alerte n’est émise que lorsque les effets de l’onde de tempête s’estompent. Un code de couleurs est utilisé pour les alertes aux populations à l’intérieur des terres :
  - Alerte bleue : vents de force 6 dans l’échelle de Beaufort dans 24 heures ou de force 6 à 7 soufflant actuellement ;
  - Alerte jaune : vents de force 8 dans l’échelle de Beaufort dans 24 heures ou de force 8 à 9 soufflant actuellement ;
  - Alerte orange : vents de force 10 dans l’échelle de Beaufort dans 24 heures ou de force 10 à 11 soufflant actuellement ;
  - Alerte rouge : vents de force 12 dans l’échelle de Beaufort dans 6 heures ou de force 12 soufflant actuellement ;
  - La province de Guangdong utilise également le niveau Alerte blanche pour alerter qu’un cyclone tropical est prévu dans 48 heures.

## Océan Indien et Pacifique sud

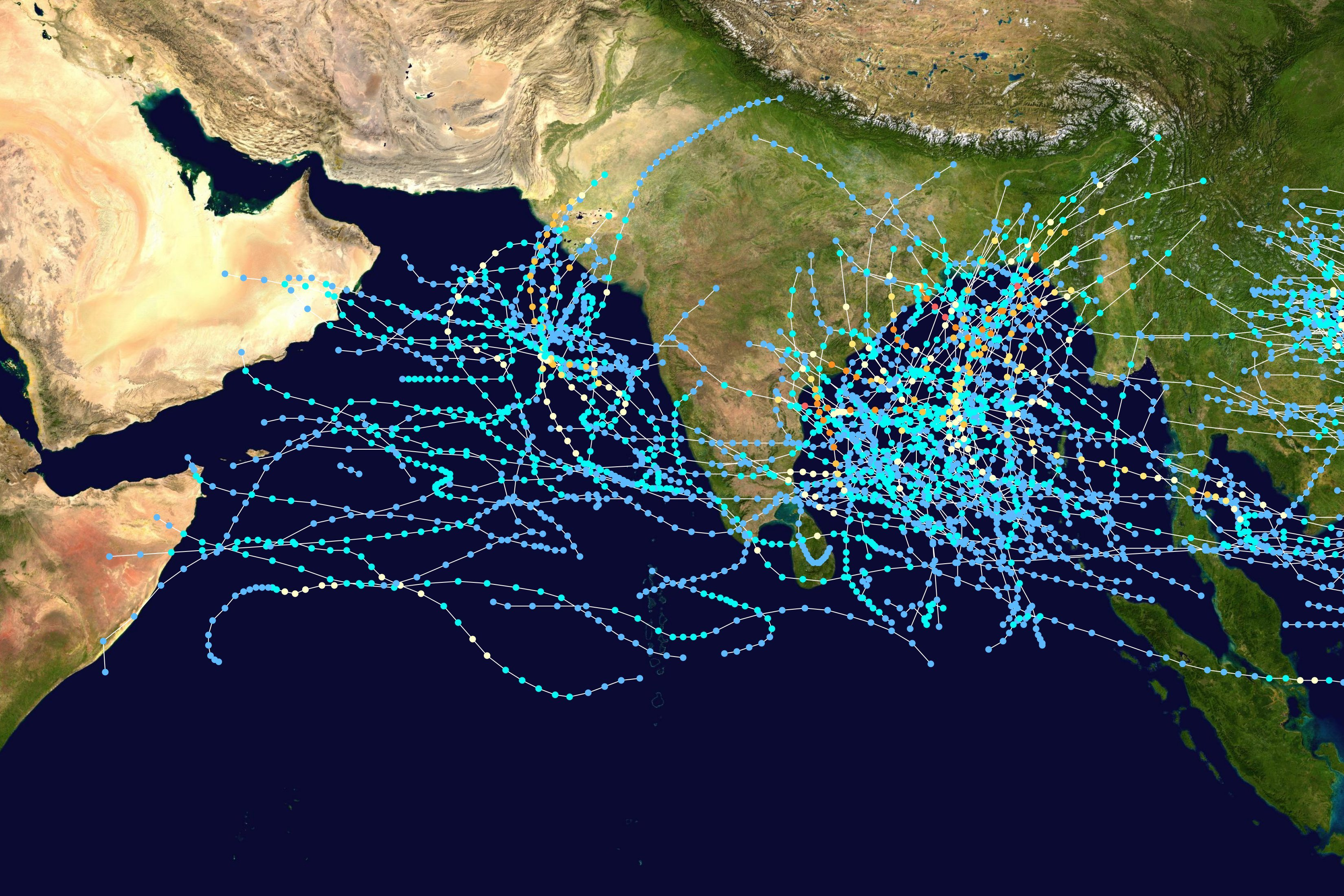
Trajectoire des cyclones de l'Océan Indien nord (1980-2005)

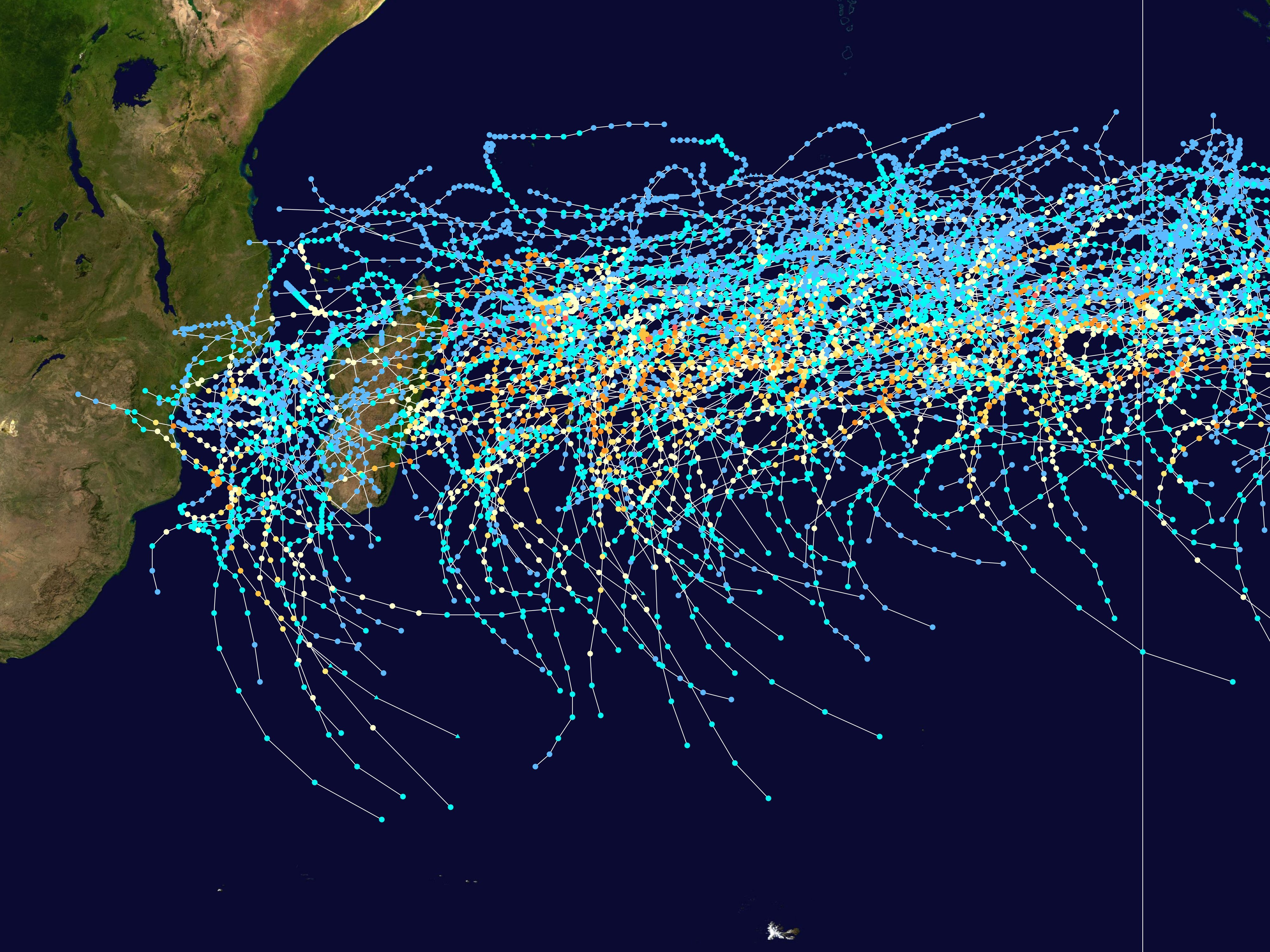
Trajectoire des cyclones de l'Océan Indien sud-ouest (1980-2005)

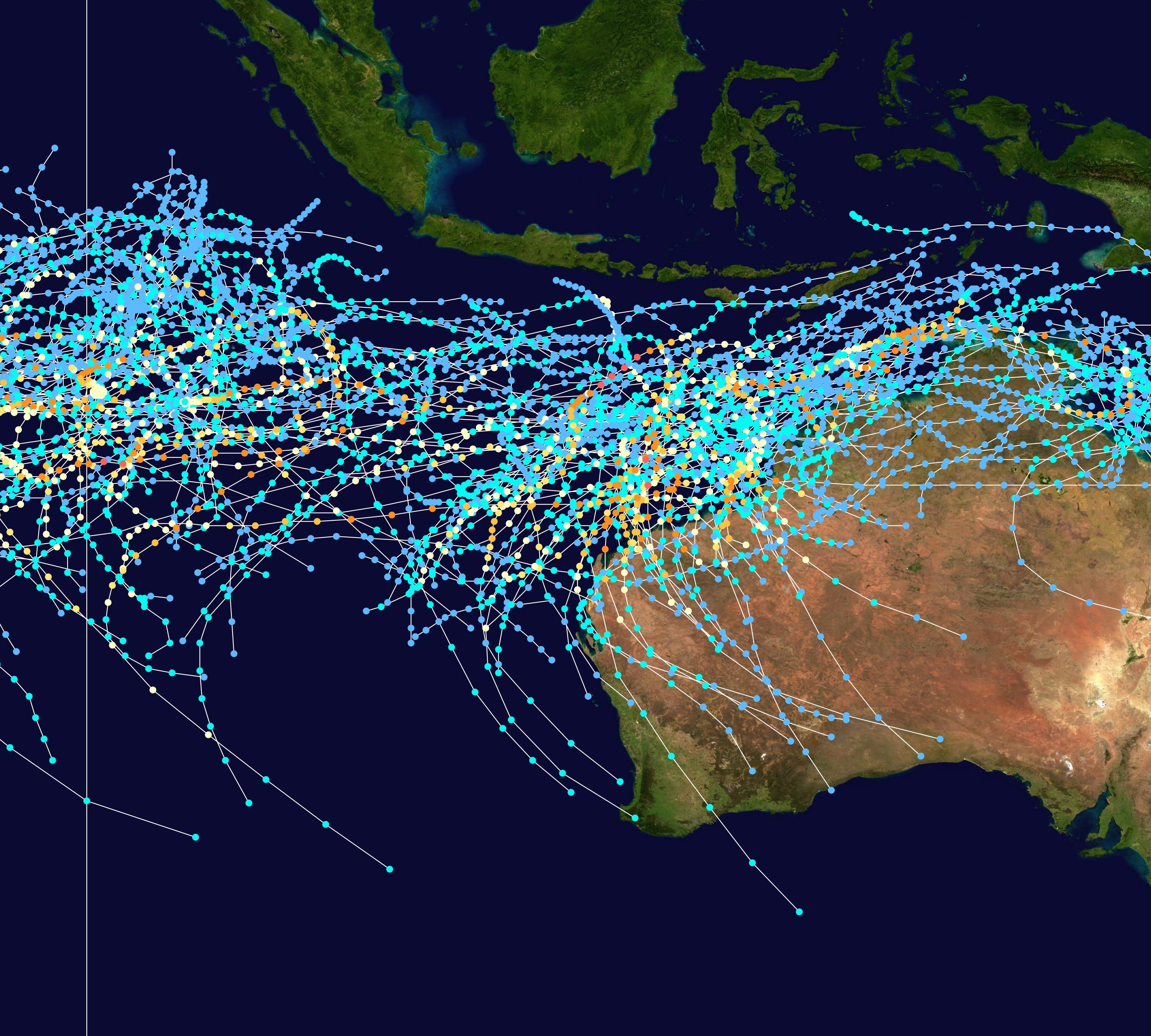
Trajectoire des cyclones de l'Océan Indien sud-est(1980-2005)

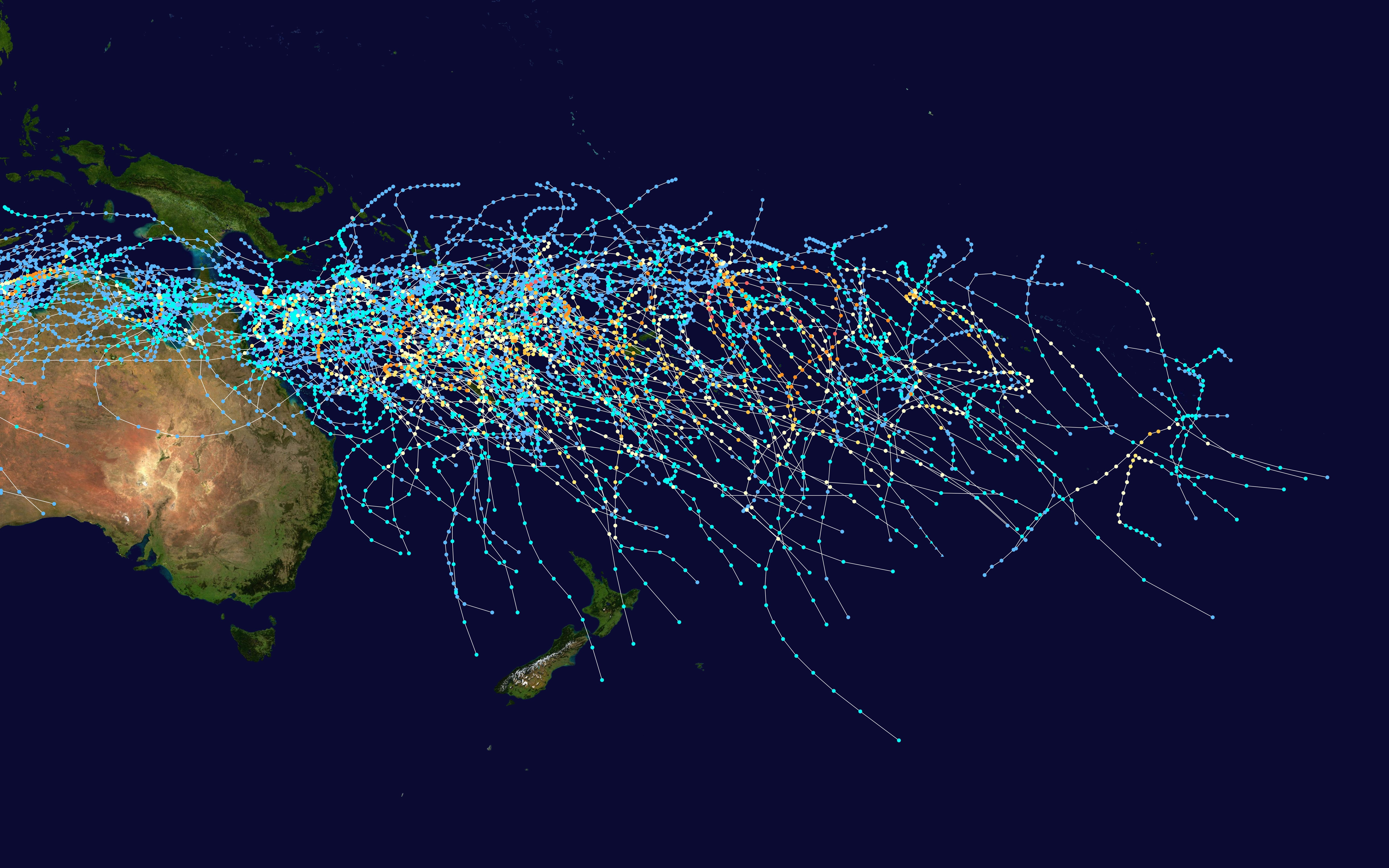
Trajectoire des cyclones du Pacifique sud (1980-2005)

### Madagascar
Selon Météo Madagascar, il a 4 niveaux d'avertissement :
- Alerte Verte : avis de 2 à 5 jours avant l'impact d'un phénomène cyclonique alors que la menace est encore vague et imprécise ;
- Alerte jaune : 48h à 24h avant l’impact les autorités locales doivent prendre toutes les dispositions qu’elles jugent utiles ;
- Alerte rouge : 12h avant l’impact d'un cyclone et ses effets constituent un danger pour la population. Rester à l’abri d'une habitation, ne  pas circuler et se tenir informés ;
- Alerte bleue : Phénomène s'éloignant ou se comblant mais le danger persiste localement de fortes pluies, crues, mer grosse et vents violents. Les secours s’activent, les services réparent. Éviter les déplacements se tenir informés.

### Maurice
Les Services météorologiques de Maurice sont chargés de nommer les systèmes tropicaux du sud-ouest de l’océan Indien entre 55°E et 90°E. Ils émettent quatre niveaux différents d'avertissements de cyclones pour les îles Maurice et Rodrigues :
- classe I : émis 36 à 48 heures avant que les îles ne soient affectées par des rafales de vent d'au moins 120 km/h;
- classe II : émis lorsqu'il reste 12 heures de jour avant que des rafales de 120 km/h n'affectent les îles :
- classe III : émis lorsqu'il reste 6 heures de jour avant que des rafales de 120 km/h n'affectent les îles ;
- classe IV : émis lorsque des rafales d'au moins 120 km/h se produisent dans les îles.
- bulletins de sécurité : émis pour informer de la sévérité des avertissements de cyclone de classe III ou de classe IV, selon le cas, montrant  l'existence de conditions météorologiques extrêmes associées au cyclone et d'autres risques environnementaux ;
- bulletins de fin : émis lorsque des observations indiquent que le risque de rafales cycloniques de 120 km/h s'est atténué et que le cyclone s'éloigne.

### Départements français

#### La Réunion et Mayotte
Du fait de sa situation géographique, l'île de la Réunion est amenée à voir passer des perturbations climatiques tropicales et notamment des cyclones tropicaux. Dans un but préventif de mise en garde contre le péril cyclonique, les autorités françaises et Météo-France ont créé un système d'alerte cyclonique décomposé en plusieurs niveaux,.
- Préalerte cyclonique (alerte jaune) : La préalerte cyclonique est déclenchée à partir du moment où un phénomène climatique tropical évolue sur les Mascareignes et constitue une menace pour La Réunion dans les jours à venir.

- Alerte orange : La perturbation s'est rapprochée des côtes et il y a un danger dans les 24 heures à venir. On commence à en ressentir les effets de l'augmentation du vent et de la houle. Les établissements scolaires et crèches sont fermés.

- Alerte rouge : Le danger cyclonique est imminent. Le passage en alerte rouge est précédé d'un préavis de 3 heures. À l'issue de ce préavis, un couvre-feu total est mis en place avec interdiction de sortir de chez soi et de circuler sous peine de lourdes contraventions, et ce même pendant le passage de l'œil du cyclone, alors que l'on observe une relative accalmie. Seuls les services publics d'urgences ont une dérogation pour circuler. Les compteurs électriques doivent être coupés, les arrivées ou bouteilles de gaz doivent être fermées et il faut écouter la radio pour se tenir informé de l'avancée de l'alerte. La levée de cette alerte ne peut se faire qu'après reconnaissance du réseau routier par les services de secours.

- Alerte violette : le couvre-feu est maintenu, mais s'étend aux services de secours qui ne peuvent plus circuler sauf en cas d'autorisation spéciale. Comme pour l'alerte rouge, le déclenchement de l'alerte violette est précédé d'un préavis de 3 heures.

- Fin de la menace cyclonique/Phase de sauvegarde : Le danger cyclonique est écarté, la vie sur l'île retourne à la normale. Dans le cas où le cyclone a frôlé ou touché l'île :
  - L'eau du robinet n'est plus potable et les habitants doivent consommer de l'eau de source en bouteille jusqu'à ce que les autorités sanitaires aient confirmé un retour à la normale.
  - En aucun cas il ne faut toucher des fils tombés à terre, qu'ils soient électriques ou téléphoniques.
  - Les victimes, dégâts et besoins doivent être déclarés à la mairie.
  - Il peut être imprudent d'aller sur les côtes ou sur le bord des rivières en crue ou des ravines. Il est interdit de traverser ces dernières.

#### Autres départements
Dans les autres départements d'outre-mer, les actions sont similaires mais les termes pour les alertes varient un peu :
- En Polynésie française on parle de phases[12] :
  - Phase 1 : Mise en garde, il n'y a aucune menace avant 48 heures ;
  - Phase 2 : Préalerte, le phénomène tropical peut concerner l'île entre 48 heures et 18 heures ;
  - Phase 3 : Alerte rouge, il y a une forte probabilité pour qu'une île soit touchée dans moins de 18 heures par une tempête ou un cyclone ;
  - Phase 4 : Sauvegarde, stade violet, permet de gérer l'intervention des secours et des services d'intervention et une interdiction de circuler totale ou partielle pour la population après le passage du cyclone ;
  - Phase 5 : la fin d'alerte est annoncée.

- Nouvelle-Calédonie et dépendances on parle de[13] :
  - Préalerte cyclonique : dépression tropicale forte ou cyclone signalé dans la zone d'avertissement météorologique du Territoire.
  - Alerte cyclonique de niveau 1 : menace pour les prochaines 18 heures.
  - Alerte cyclonique de niveau 2 : le phénomène touchera le Territoire dans les 6 prochaines heures.
  - Phase de sauvegarde : le phénomène s'éloigne. Les secours interviennent.

- Wallis-et-Futuna[10] :
  - Préalerte (ou alerte blanche) : sensibilisation des autorités.
  - Alerte 1 (ou alerte jaune) : menace possible au cours des prochaines 36 heures.
  - Alerte 2 (ou alerte rouge) : menace au cours des prochaines heures.
  - Avis de fin d'alerte

## Préparatifs
Quels que soient les pays et les codes pour les veilles ou alertes, on peut suivre les conseils généraux suivants, :
- Lors des messages de veilles ou de vigilance au-delà de 36 heures : l'économie continue normalement mais les sorties en mer et longues randonnées sont formellement déconseillées. La sécurisation des demeures ainsi que la procuration de nourriture est à débuter.

- Lorsque les bulletins prévoient l'arrivée dans moins de 24 heures :
  - Les établissements scolaires ferment leurs portes ;
  - En prévention, les particuliers sont appelés à faire des stocks de produits de première nécessité (eau, huile, riz, conserves, piles électriques, bougies).
  - Il est conseillé de doubler les amarres des navires ;
  - Les produits dangereux (bidon d'essence par exemple) doivent être stockés dans des endroits sûrs ;
  - L'isolation des habitations est renforcée et les fenêtres sont consolidées ;
  - Les habitants ne doivent pas s'éloigner trop longtemps de leurs habitations et ils se doivent de rester informés pour suivre l'évolution du phénomène cyclonique.

- Lorsque l'arrivée est prévue à moins de 12 heures :
  - les établissements publics et privés ferment ;
  - Les objets pouvant s'envoler doivent être rentrés ou solidement arrimés au sol ;
  - L'évacuation des côtes est obligatoire.

Il est suggéré également :
- d'avoir sous la main une trousse d'urgence ;
- de prévoir un endroit sûr où aller en cas d'évacuation ou de panne prolongée de tout service public.